# Betongbasker

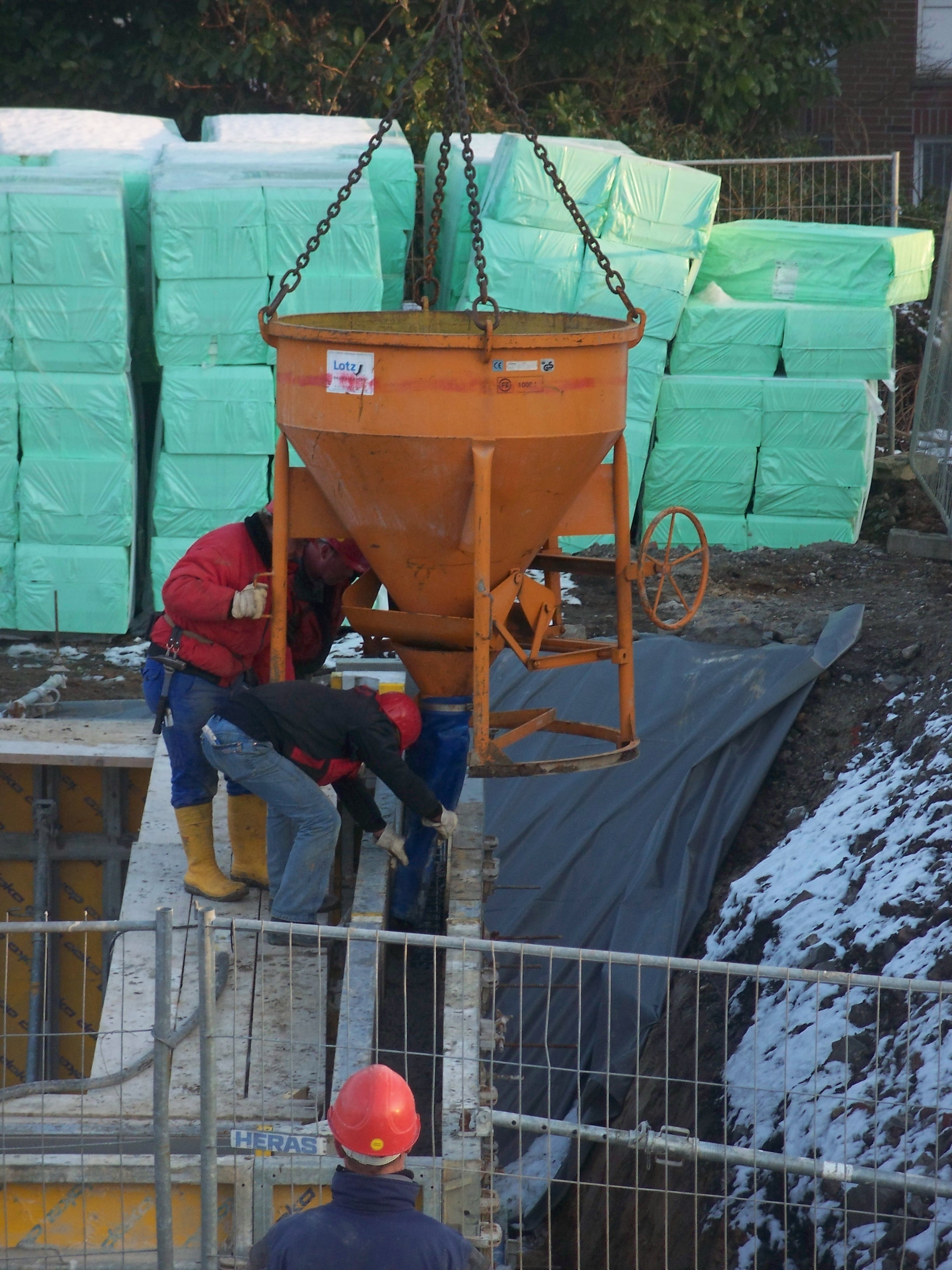
En väggbasker vid gjutningsarbete.

En betongbasker är en tratt som används på byggarbetsplatser för att förflytta betong. Betongbaskern har oftast en storlek mellan 500L och 1500L. Baskern fylls med betong och lyfts därefter till rätt ställe på byggarbetsplatsen med hjälp av en kran, hjullastare, truck eller liknande. Därefter töms innehållet ner i gjutformen. Betongbaskrar finns i två varianter: väggbaskrar och valvbaskrar. Väggbaskern är utrustad med slang vid utloppet för att betongen lättare ska hamna mellan gjutformarna.